# Agnes Arnau und ihre drei Freier
Agnes Arnau und ihre drei Freier ist eine deutsche Stummfilmkomödie aus dem Jahr 1918 mit Henny Porten in der Titelrolle.

## Handlung
Ein Lustspiel aus dem Biedermeier.
Baron Hermann von Hermanntitz und Gutsbesitzer Arnau haben sich vorab geeinigt: Arnaus Tochter Agnes und Hermanns Sohn Hans sollen sich, ohne dass sie sich je begegnet sind, miteinander vermählen. Doch Hans verhält sich nicht standesgemäß – so wie man es in Landadelskreisen erwartet. Er entscheidet sich lieber für die Kunst und will Maler werden. Da er somit aus dem Rennen zu sein scheint, schickt Hermanntitz seinen jüngeren Filius, Tony, vor. Doch Agnes ist nicht im mindesten bereit, sich so einfach von ihrem Vater verschachern zu lassen, zumal sie beide Hermanntitz-Sprösslinge überhaupt nicht kennt. Und so kommt sie auf eine Idee: Als ihr Vater gerade verreisen muss, „organisiert“ sie das Wirtshausschild vom dörflichen Gasthof und lässt es am Schlosseingang anbringen. Das schlössliche Interieur wird gleichfalls zum Wirtshaus umgemodelt. 
Sie überredet die väterliche Dienerschaft dazu, den Spaß mitzumachen und sich als Kellner und Kellnerinnen auszugeben. Bald herrscht dort regelrechter Trubel: Als erstes tritt Hans ein, als nächster ein Schauspieler, der sich im Auftrag von Tony als selbiger ausgeben soll. Währenddessen hat sich nämlich der wahre Tony in der wahren Kneipe mit einer Komödiantentruppe angefreundet, aus der er seinen „Stellvertreter“ ausgesucht und aufs Schloss geschickt hat. Schließlich möchte auch der echte Tony wissen, was auf dem Schloss los ist und kehrt gleichfalls im falschen Wirtshaus ein. Plötzlich hat Agnes Arnau gleich drei Bewerber um ihre Gunst. Sie entscheidet sich für den ersten, Hans, den Maler.

## Produktionsnotizen
Der vieraktige Film wurde im Frühling 1918 im Messter-Film-Atelier, Blücherstraße 32, Berlin, gedreht und besaß 1392 Meter respektive (nach der Neuzensurierung im April 1921) 1308 Meter Länge. Bei der Zensur im Mai 1918 wurde Jugendverbot erteilt. Die Uraufführung fand am 24. Mai 1918 im Berliner Mozartsaal statt.
Kostüme und Bauten stammen von Ludwig Kainer.